# Беспалов, Иван Петрович
Иван Петрович Беспалов (31 июля (13 августа) 1915, с. Тихоновка, Ангарский уезд, Иркутская губерния, Российская империя — 2 ноября 2011, Москва, Российская Федерация) — советский партийный и государственный деятель, первый секретарь Кировского областного комитета КПСС (1971—1985), депутат Совета Союза Верховного Совета СССР 9—11 созывов (1974—1986) от Кировской области.

## Биография
Иван Беспалов родился 31 июля (13 августа) 1915 года в крестьянской семье.
В 1933 году начинал электромехаником высоковольтных подстанций, затем — работал таксировщиком в Кемеровской области.
С 1941 года — мастер, старший мастер, начальник цеха оборонного завода в Омске.
Член ВКП(б) с 1944 года.
В 1947 году заочно окончил Омский машиностроительный институт.
В 1952 году окончил Академию Министерства авиационной промышленности СССР.
В 1952—1961 годах работал главным инженером Кировского машиностроительного завода им. XX съезда КПСС.
С 1961 по 1964 год — заведующий отделом Кировского областного комитета Коммунистической партии Советского Союза.
С 1964 по 1968 год — первый секретарь Кировского городского комитета КПСС.
С 1968 по 1971 год — второй секретарь Кировского областного комитета КПСС.
Кандидат в члены Центрального комитета КПСС в 1971—1976 годах. Член ЦК КПСС в 1976—1986 годах.
С февраля 1971 по март 1985 года — первый секретарь Кировского областного комитета КПСС.
При Беспалове были построены приборостроительный завод, Нововятский ССК, Диорама.
25 июня 1974 года за успехи, достигнутые кировчанами в хозяйственном и культурном строительстве, и в связи с 600-летием со времени основания, город Киров был награждён орденом Трудового Красного Знамени. Вместе с тем, годы фактического руководства областью Беспаловым (дольше всех проработавшего первым секретарём Кировского областного комитета Коммунистической партии Советского Союза) относят к примерам проявления эпохи застоя в политической сфере СССР.
Вадим Бакатин, преемник И. П. Беспалова в должности первого секретаря обкома КПСС так описывает в своих мемуарах процедуру освобождения Ивана Петровича от должности в 1985 году:

Две сотни внимательных, любопытствующих глаз. И — ни одного знакомого лица. Перевожу взгляд с одного на другое — никаких эмоций. Не чувствую волнения, что для меня не типично. Нет ни радости, ни печали. Как будто всё так и должно быть. Я никого не знаю, меня никто не знает.
П. А. Смольский что-то говорит… Все подняли руки. Единогласно освободили от работы Беспалова. Аплодируют ему, а я — дольше всех. Бедный Иван Петрович… Вот и наступил конец «руководящей» жизни… Потом Смольский долго говорит обо мне…
— В. В. Бакатин
После выхода на пенсию Беспалов жил в Москве.
Умер 2 ноября 2011 года. Похоронен в Москве на Хованском кладбище.

### Депутатская деятельность
Избирался депутатом Верховного Совета РСФСР 7 созыва (1967—1971) и 8 созыва (1971—1975).
Избирался депутатом Совета Союза Верховного Совета СССР 9 созыва (1974—1979), 10 созыва (1979—1984) и 11 созыва (1984—1989) от Кировской области.
Согласно справке о надписях, сделанных на бюллетенях кандидатов в депутаты Верховного совета РСФСР от 12 марта 1967 года, во время выборов в адрес И. П. Бепалова прямо на избирательных бюллетенях оставлялись записки по решению вопросов городского хозяйства, например: «Обратить внимание на задымленность воздуха», «Просим выселить людей из подвалов», «Просим обеспечить Филейку водой».

## Награды и звания
Награждён орденами Ленина (30.07.1975), Октябрьской Революции, двумя орденами Трудового Красного Знамени, орденом Дружбы народов, орденом «Знак Почёта» и медалями.